# Herdern
Herdern is een gemeente en plaats in het Zwitserse kanton Thurgau, en maakt deel uit van het district Frauenfeld.
Herdern telt 928 inwoners.